# Wola Info
Wola Info SA – przedsiębiorstwo informatyczne z siedzibą w Warszawie. W ofercie znajdują się rozwiązania biznesowe, automatyzacja procesów obsługi klienta, rozwiązania telekomunikacyjne, zarządzanie usługami IT, projektowanie, budowa i wyposażanie centrów przetwarzania danych, a także projektowanie, integracja i bezpieczeństwo infrastruktury IT.
W latach 2007–2011 spółka notowana była na Giełdzie Papierów Wartościowych w Warszawie.